# 제임스 워드프라우즈
제임스 워드프라우즈(James Ward-Prowse, 1994년 11월 1일 포츠머스 ~ )는 잉글랜드의 축구 선수이다. 현재 노팅엄 포리스트에서 활약하고 있다. 직접 프리킥을 잘 차는 선수이며, 골을 넣은 후 골프 스윙 셀러브레이션을 하는 것으로 유명하다.

## 기록

### 대회 기록
사우스햄튼 FC (2011~2023)
- 풋볼 리그 챔피언십 준우승 : 2011-12

- EFL컵 준우승 : 2016-17